# Eugenia Mikłaszewicz

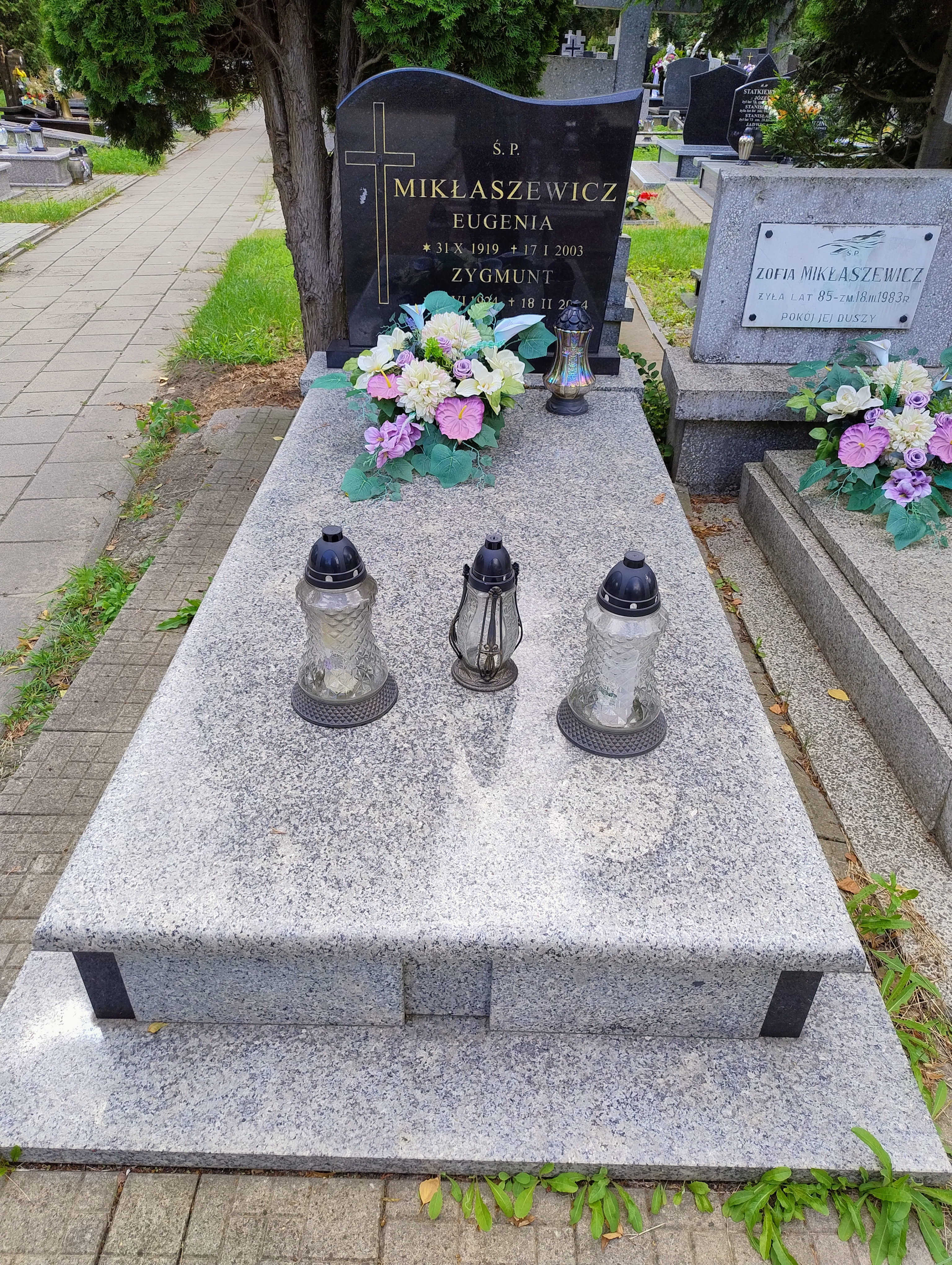
Grób Eugenii Mikłaszewicz (2025)

Eugenia Mikłaszewicz (ur. 31 października 1919 w Prohalinie, zm. 20 stycznia 2003) – polska nauczycielka i polityczka, posłanka na Sejm PRL III, IV i V kadencji.

## Życiorys
Uzyskała wykształcenie wyższe, z zawodu nauczycielka. Pracowała na stanowisku kierownika Szkoły Ćwiczeń przy Studium Nauczycielskim w Ełku, następnie była dyrektorem policealnej szkoły medycznej w Ełku (objęła tę funkcję po utworzeniu szkoły w 1973). Sekretarz Komitetu Powiatowego Polskiej Zjednoczonej Partii Robotniczej w Ełku.
W 1961, 1965 i 1969 uzyskiwała mandat posła na Sejm PRL III, IV i V kadencji z okręgu Ełk. W trakcie III kadencji zasiadała w Komisji Oświaty i Nauki, a w trakcie IV i V w Komisji Handlu Wewnętrznego.
Pochowana na cmentarzu komunalnym w Ełku.